# 103-я стрелковая дивизия (1-го формирования)
103-я стрелковая дивизия 1 формирования (103 сд I) — соединение стрелковых войск РККА Вооружённых Сил СССР в период Великой Отечественной войны. 
Период боевых действий: с 28 августа по 10 октября 1941 года.

## История формирования дивизии
Дивизия была переформирована из 103-й моторизованной дивизии 28 августа 1941 года непосредственно перед Ельнинской операцией.

## Боевой путь дивизии

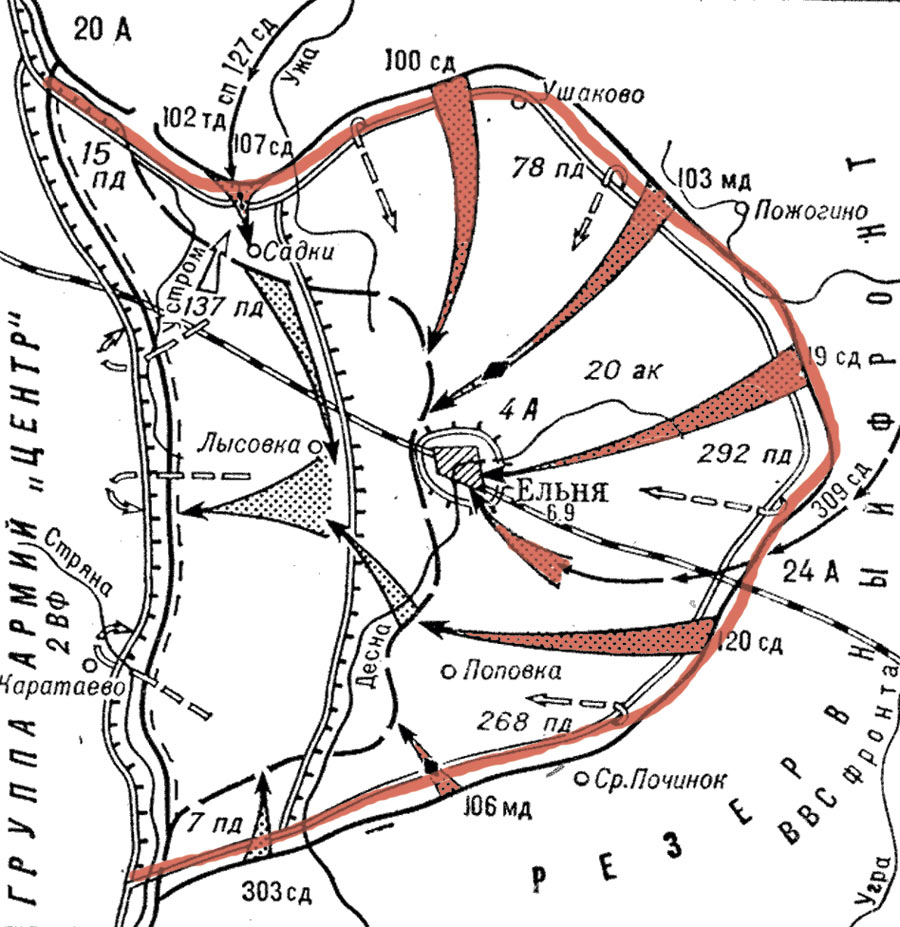
Схема Ельнинской наступательной операции. Дислокация формирований.

103-я моторизованная дивизия занимала позиции позиции близ Ельни под деревней Устиново. К началу Ельнинской операции 30 августа дивизия заняла предшествующее положение близ деревни Ушаково.
В начале сентября все усилия дивизии были сосредоточены на овладении этой деревней, которая в боях 3 и 4 сентября была освобождена. Совместными усилиями с 100-й, 309-й и 19-й сд удалось сначала освободить Мелихово, а затем и Ельню. В результате данных боёв вражеские войска понесли значительные потери порядка 45 тысяч бойцов. К вечеру 6 августа дивизия вышла на рубеж Плешково — Леонидово.
Совместно со 120-й 103-я сд заняла стратегически важный участок на юго-западе Ельни, перекрывая подступы к железной дороге Смоленск — Ельня. На конец сентября в составе дивизии находились 8 017 бойцов.
Из доклада комиссара армии К. К. Абрамова на конец сентября 1941 года:
```
«…Части армии, выйдя за Ельню, занимали рубеж по р. Устром — Н. Тишево — Леоново, в следующем порядке: справа 309 сд, 103 мд, 19 сд....Из данных авиаразведки, стало известно о подходе значительного количества мотопехоты, танков и артиллерии"
[
9
]
.
```

2 октября при наступлении немецких войск на Москву 103-я сд находилась на линии наступления 7-й немецкой армия. С 5 октября стрелковая дивизия, получив приказ прикрывать отход частей 24-й армии в направлении Дорогобуж — Вязьма, вела непрерывные оборонительные бои с противником. Западнее Вязьмы дивизия оказалась в Вяземском котле, из которого прорывалась до 12 октября.
```
«Отдавая должное мужеству воинов 103-й стрелковой дивизии 1-го формирования, следует сказать, что осенью 1941 г. она 
де-факто
 перестала существовать в боях под Вязьмой, честно выполнив свой долг»
[
10
]
.
```

Приказом Народного Комиссара Обороны Союза ССР № 00131, от 27 декабря 1941 года, 103-я стрелковая дивизия была расформирована и исключена из списка действующих дивизий.

## Подчинение[1]
| Дата                    | Фронт (округ)   | Армия      |
| ----------------------- | --------------- | ---------- |
| 28.08.1941 — 27.12.1941 | Резервный фронт | 24-я армия |

## Состав дивизии
- управление
- 583-й стрелковый полк,
- 688-й стрелковый полк,
- 746-й стрелковый полк,
- 271-й артиллерийский полк,
- 256-й отдельный зенитный артиллерийский дивизион,
- 98-й разведывательный батальон,
- 141-й сапёрный батальон,
- 146-й отдельный батальон связи,
- 141-й медико-санитарный батальон,
- 110-я автотранспортная рота,
- 117-я полевая хлебопекарня,
- 196-я полевая почтовая станция,
- 214-я полевая касса Госбанка[2].

## Командование

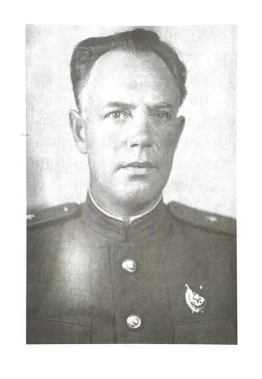
Биричев И. И.

- Биричев Иван Иванович — командир дивизии, c 1 августа был назначен командиром 103 мд, 103 сд командовал с 28 августа по 31 октября 1941[1],
- Малинин Ф. Ф. — батальонный комиссар[7].